# Quincy-Basse
Quincy-Basse település Franciaországban, Aisne megyében. Lakosainak száma 54 fő (2022. január 1.). Quincy-Basse Bassoles-Aulers, Brancourt-en-Laonnois, Landricourt és Anizy-le-Grand községekkel határos.

## Népesség
A település népességének változása:
| Lakosok száma | 54   | 59   | 60   | 52   | 60   | 61   | 60   | 57   | 56   | 54   |
|               | 1968 | 1982 | 1990 | 2006 | 2013 | 2015 | 2017 | 2019 | 2020 | 2022 |